# Biblioteca de DNA
Biblioteca de DNA é o conjunto dos fragmentos de restrição de DNA clonados de um organismo, adquirido a partir de enzimas que realizam o corte do material genético. Quando obtemos toda a sequência de DNA de um organismo é formada a "Biblioteca Genômica".
Os tipos de biblioteca de DNA possíveis dependem do vector de clonagem escolhido e, também, da fonte de DNA. Os vectores de clonagem molecular são moléculas de DNA capazes de amplificar, em centenas de cópias, a informação genética que neles foi inserida. Portanto, a escolha do vector depende da sua facilidade de manipulação e do tamanho do fragmento de DNA.
Após a escolha do vector, opta-se ou por uma biblioteca genômica ou por uma biblioteca de cDNA. Se o gene em estudo se encontra ativo num determinado tecido (de origem animal ou não), faria mais sentido preparar uma biblioteca de cDNA. O DNA complementar (cDNA) é o DNA sintetizado a partir de RNA mensageiro (mRNA) usando uma enzima chamada transcriptase reversa, originalmente isolada de retrovírus. Usando mRNA como molde, a transcriptase reversa, também conhecida como DNA polimerase, sintetiza uma molécula de DNA de cadeia simples que será o molde para a síntese da cadeia dupla. Por ser sintetizado a partir de mRNA, o cDNA não possui sequências reguladoras de transição nem a 3’ nem a 5’ ,  e não apresenta íntrons. Deste modo, o cDNA de eucariotas pode ser traduzido em proteínas funcionais em bactérias, característica importante para clonagem e manipulação de genes eucariotas em células bacterianas. Uma biblioteca de cDNA será sempre menor que uma biblioteca genómica uma vez que a biblioteca de cDNA baseia-se em regiões transcritas do genoma.
Então, se conseguimos mapear o nosso DNA, fica fácil a identificação de genes relacionados a doenças genéticas específicas, e abre a possibilidade de diagnóstico e até tratamento estas doenças a nível molecular.

## Biblioteca genômica
É a cópia de cada sequencia nucleotídica. É dita como biblioteca genômica a biblioteca que inclui fragmentos significativos da totalidade do genoma de uma célula ou organismo. Estão presentes nessa biblioteca as regiões codificantes (Éxons), e também as regiões não codificantes (Íntrons). Portanto, quando se almeja estudar um ponto não codificante, porém importante para a regulação da transcrição, utiliza-se este tipo de biblioteca.
As etapas necessárias para a construção de uma biblioteca genômica são, o isolamento de DNA, deixar o DNA isolada através de enzimas de restrição produzindo fragmentos de tamanho compatível com o vector de clonagem, a ligação desses fragmentos ao vector, usando o bacteriófago λ que se comporta como um vírus da E. coli e a introdução do DNA recombinante nas células hospedeiras de E. coli.
Quando se pretende obter um certo fragmento da biblioteca é necessário fazer o screening (rastreamento), utilizando sondas de DNA, identifica-se e seleciona-se os clones que contém o fragmento de interesse.

## Biblioteca de cDNA
Contêm sequência de "DNA" que aparecem com RNAm. A Trasncriptase Reversa é uma enzima capaz de sintetizar o DNA a partir de mRNA. Desta forma, surge o cDNA (DNA complementar) que é constituído apenas pela parte codificante, uma vez que o mRNA só contém os exons.
A construção de bibliotecas de cDNA passa pelas seguintes etapas, a extração do RNAm total da célula de interesse, a síntese in vitro de cDNA a partir do RNAm pela transcriptase reversa e conversão das moléculas de cadeia simples de cDNA em cadeia dupla pela polimerase, a introdução dos cDNA recombinantes nos vectores e estes nas células hospedeiras e a identificação dos clones de interesse através de um processo de triagem dos clones recombinantes.
Assim como nas bibliotecas de DNA genômico, quando se pretende obter um certo trecho da biblioteca é necessário fazer o screening. Neste caso, se a sequência for conhecida utiliza-se sondas de DNA, se não utiliza-se anticorpos (se cDNA estiver num vector de expressão). Depois identifica-se e seleciona-se os clones que contém o fragmento de interesse.
Desse modo, a sua utilização na área da biotecnologia trouxe muitas vantagens como a possibilidade de cDNAs de células eucarióticas superiores serem diretamente transcritos e traduzidos em microrganismos, permitindo assim a produção em grande escala de polipeptídios ou a determinação direta da sequência de RNA e subsequente dedução da sequência de aminoácidos da proteína por ele codificada,importante para a sequenciação.
1. ↑  «Engenharia genética»
2. ↑  «Biblioteca de cDNA»